# Southern View
Southern View és una població dels Estats Units a l'estat d'Illinois. Segons el cens del 2000 tenia 1.695 habitants.

## Demografia
Segons el cens del 2000, Southern View tenia 1.695 habitants, 798 habitatges, i 453 famílies. La densitat de població era de 1.234,8 habitants/km².
Dels 798 habitatges en un 24,6% hi vivien nens de menys de 18 anys, en un 43,9% hi vivien parelles casades, en un 10,9% dones solteres, i en un 43,2% no eren unitats familiars. En el 36,2% dels habitatges hi vivien persones soles el 15,4% de les quals corresponia a persones de 65 anys o més que vivien soles. El nombre mitjà de persones vivint en cada habitatge era de 2,12 i el nombre mitjà de persones que vivien en cada família era de 2,79.
Per edats la població es repartia de la següent manera: un 19,8% tenia menys de 18 anys, un 6,8% entre 18 i 24, un 31,7% entre 25 i 44, un 21,8% de 45 a 60 i un 19,9% 65 anys o més.
L'edat mediana era de 40 anys. Per cada 100 dones de 18 o més anys hi havia 81,7 homes.
La renda mediana per habitatge era de 37.964 $ i la renda mediana per família de 47.386 $. Els homes tenien una renda mediana de 32.284 $ mentre que les dones 27.188 $. La renda per capita de la població era de 18.633 $. Aproximadament el 4,7% de les famílies i el 7,6% de la població estaven per davall del llindar de pobresa.

## Poblacions més properes
El següent diagrama mostra les poblacions més properes.